# Ґренджа-Донська Зірка
Зірка Ґренджа-Донська (справжнє ім'я Аліса; 7 січня 1921, Будапешт — 10 травня 2017, США) — українська письменниця та літературознавиця. Дослідниця та упорядниця 12 томів праць батька, Василя Ґренджі-Донського.

## Біографія
Народилася 7 січня 1921 р. у м. Будапешті в родині письменника Гренджі-Донського.
В Ужгороді закінчила початкову школу, потім училася в гімназії. Закінчила навчання в Хусті (1938). У 1939 р. переїхала до Будапешта, закінчила торговельну школу, курси німецької мови.
Працювала в різних установах. У 1944 р. емігрувала спочатку до Відня, потім переїхала до Мюнхена (1945). Вчилася на філософському факультеті, з 1948 р. працювала в європейському представництві Українсько-Американського допомогового комітету. У 1950 р. з чоловіком Михайлом Данилюком емігрувала до США, оселилася в Міннеаполісі. Чоловік залишив її з дворічним сином.
Працювала в різних установах до виходу на пенсію (1983).
Померла в травні 2017 року в США. Похована 10 травня 2017 на цвинтарі святого Андрія у Саут-Баунд-Брук.

## Творчість
Авторка праць про батька, упорядниця 12 томів творів В. Ґренджі-Донського.
- Ґренджа-Донська З. «Ми є лишень короткі епізоди…». Життя і творчість Василя Ґренджі-Донського. — Ужгород: Срібна земля, 1993. — 82 с.